# Netušil (rybník, Putim)
Netušil je jeden ze skupiny rybníků v katastrálním území obce Putim. Má obdélníkový tvar o délkách strany asi 175 na 145 m. Hráz je orientována zhruba z východu na západ na kratší straně rybníka a měří 184 m. V okolí rybníka rostou stromy a keře, na západní straně je pole. Po hrázi vede cesta, která se napojuje na cestu vedoucí po západním břehu a spojuje jiné rybníky v okolí. Východně od rybníka vede železniční trať Zdice–Protivín. Severní břeh tvoří hráze dalších třech menších čtvercových vodních ploch, které oddělují Netušil od velkého rybníka Prostřední Putim. Severní část rybníka není navíc rovná, ale nachází se zde dva rohy, které jsou napájeny jednak přes stavidlo z Prostřední Putimi, druhý roh pak získává vodu z vodní plochy Podkova, která je napájena přepadem z Prostřední Putimi. Voda z rybníka odtéká stavidlem do rybníka Nesvorný a dále přepadem do potoka, který teče na východním břehu. Netušil je jedním ze soustavy rybníků  Putimi: Stará Putim, Prostřední Putim, Netušil, Nesvorný a Podkostelní rybník. Rybník vznikl před rokem 1869.

## Galerie

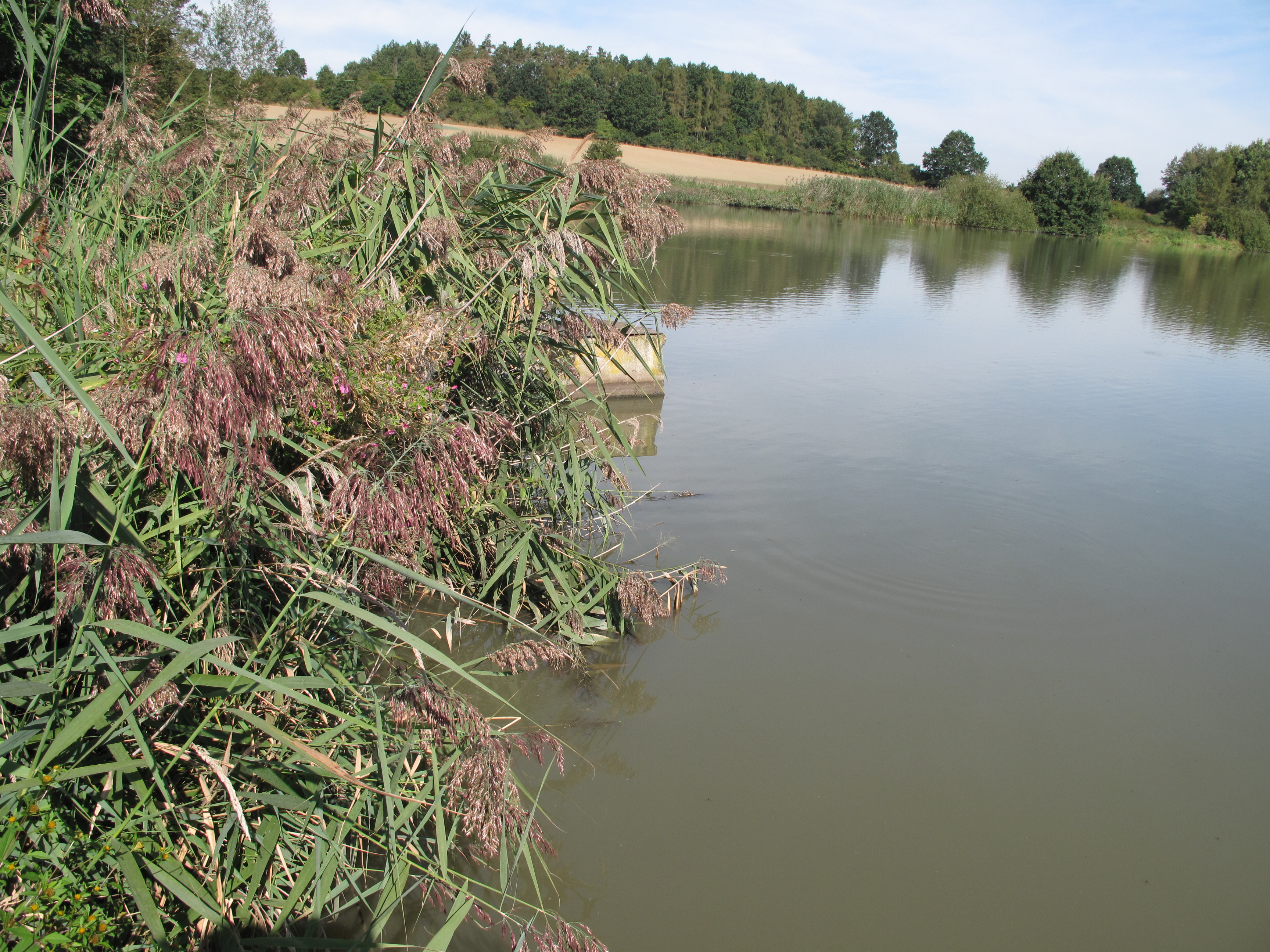
Pobřežní rákosiny a stavidlo
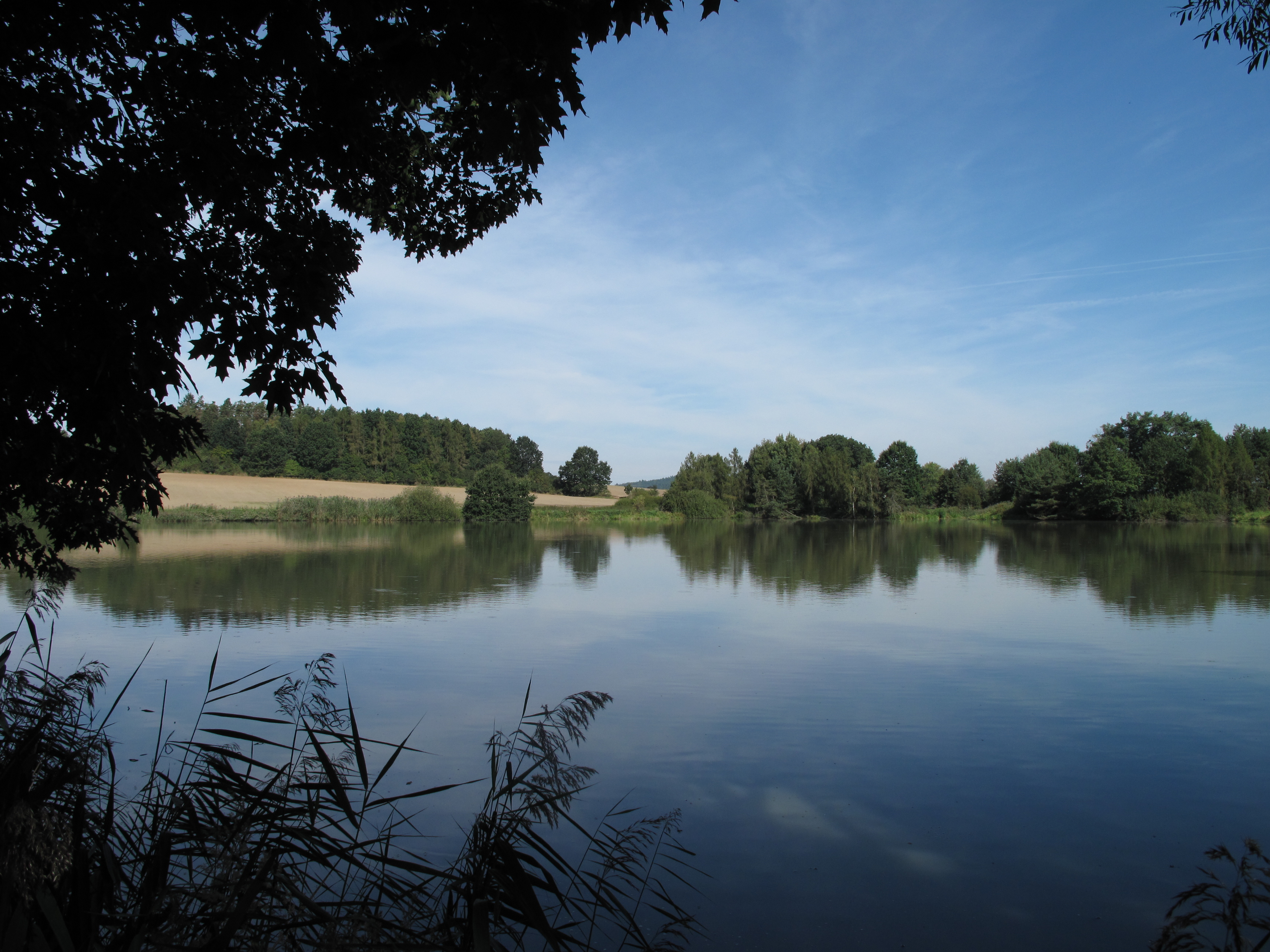
Pohled z hráze
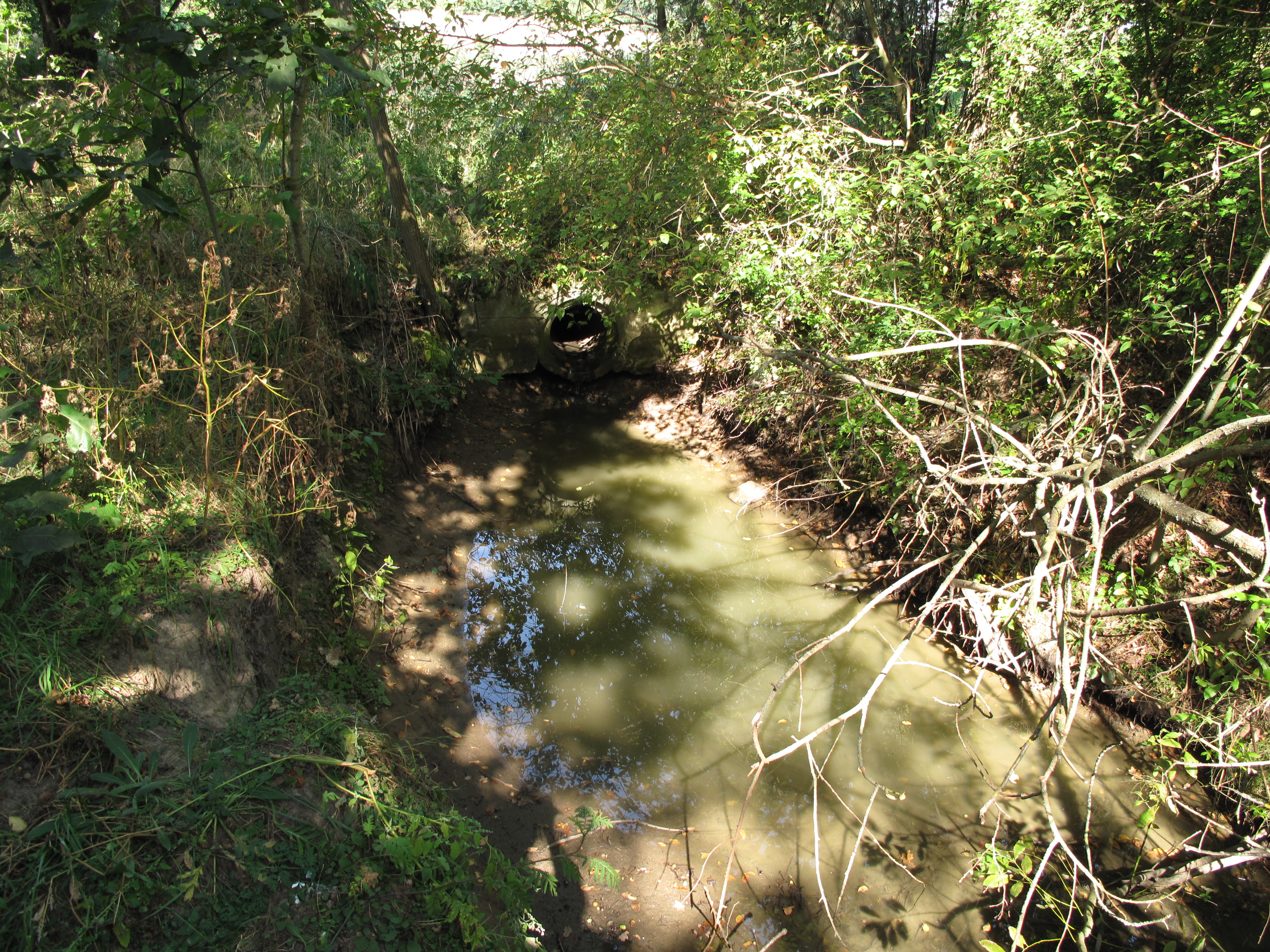
Přepad